# Kanton La Roche-sur-Yon-2
Der Kanton La Roche-sur-Yon-2 ist seit 2015 ein französischer Wahlkreis für die Wahl des Départementrats im Arrondissement La Roche-sur-Yon, im Département Vendée in der Region Pays de la Loire; sein Bureau centralisateur befindet sich in La Roche-sur-Yon.

## Gemeinden
Der Kanton besteht aus vier Gemeinden und Gemeindeteilen mit insgesamt 42.777 Einwohnern (Stand: 1. Januar 2022) auf einer Gesamtfläche von 178,66 km²:
| Gemeinde                  | Einwohner 1. Januar 2022 | Fläche km² | Dichte Einw./km² | Code INSEE | Postleitzahl |
| ------------------------- | ------------------------ | ---------- | ---------------- | ---------- | ------------ |
| Aubigny-Les Clouzeaux     | 7.129                    | 52,28      | 136              | 85008      | 85430        |
| La Chaize-le-Vicomte      | 3.883                    | 49,51      | 78               | 85046      | 85310        |
| La Roche-sur-Yon          | 28.709                   | 52,35      | 548              | 85191      | 85000        |
| Nesmy                     | 3.056                    | 24,52      | 125              | 85160      | 85310        |
| Kanton La Roche-sur-Yon-2 | 42.777                   | 178,66     | 239              | 8513       | –            |

1. ↑   Nur der südöstliche Teil der Gemeinde, der Rest gehört zum Kanton Kanton La Roche-sur-Yon-1.

## Veränderungen im Gemeindebestand seit der landesweiten Neuordnung der Kantone
2016: Fusion Aubigny und Les Clouzeaux → Aubigny-Les Clouzeaux